# Šamil' Serikov
Šamil' Kerimovič Serikov (in russo Шамиль Керимович Керимович?; 5 marzo 1956 – 22 novembre 1989) è stato un lottatore sovietico, specializzato nella lotta greco-romana.

## Palmarès

### Olimpiadi
- 1 medaglia:
  - 1 oro (Mosca 1980 nei pesi gallo)